# Liste des arbres officiels des États des États-Unis
Cette liste des arbres officiels des États-Unis reprend tous les arbres officiels des différents États ainsi que ceux des possessions américaines.
| État des États-Unis    | Image | Nom commun                 | Nom scientifique                               |
| ---------------------- | ----- | -------------------------- | ---------------------------------------------- |
| Alabama                |       | Pin des marais             | Pinus palustris                                |
| Alaska                 |       | Épinette de Sitka          | Picea sitchensis                               |
| Arizona                |       | Palo verde                 | Parkinsonia florida                            |
| Arkansas               |       | Pin à encens               | Pinus taeda                                    |
| Californie             |       | Séquoia                    | Sequoiadendron giganteum, Sequoia sempervirens |
| Colorado               |       | Épinette bleue du Colorado | Picea pungens                                  |
| Connecticut            |       | Chêne blanc                | Quercus alba                                   |
| Washington D.C.        |       | Chêne écarlate             | Quercus coccinea                               |
| Delaware               |       | Houx américain             | Ilex opaca                                     |
| Floride                |       | Palmetto                   | Sabal palmetto                                 |
| Géorgie                |       | Chêne de Virginie          | Quercus virginiana                             |
| Guam                   |       | Merbau                     | Intsia bijuga                                  |
| Hawaï                  |       | Noyer des Moluques         | Aleurites moluccana                            |
| Idaho                  |       | Pin argenté                | Pinus monticola                                |
| Illinois               |       | Chêne blanc                | Quercus alba                                   |
| Indiana                |       | Tulipier de Virginie       | Liriodendron tulipifera                        |
| Iowa                   |       | Chêne                      | Quercus                                        |
| Kansas                 |       | Peuplier de Virginie       | Populus deltoides                              |
| Kentucky               |       | Tulipier de Virginie       | Liriodendron tulipifera                        |
| Louisiane              |       | Cyprès chauve              | Taxodium distichum                             |
| Maine                  |       | Pin blanc d'Amérique       | Pinus strobus                                  |
| Maryland               |       | Chêne blanc                | Quercus alba                                   |
| Massachusetts          |       | Orme d'Amérique            | Ulmus americana                                |
| Michigan               |       | Pin blanc d'Amérique       | Pinus strobus                                  |
| Minnesota              |       | Pin rouge                  | Pinus resinosa                                 |
| Mississippi            |       | Magnolia                   | Magnolia                                       |
| Missouri               |       | Cornouiller à fleurs       | Cornus florida                                 |
| Montana                |       | Pin ponderosa              | Pinus ponderosa                                |
| Nebraska               |       | Peuplier de Virginie       | Populus deltoides                              |
| Nevada                 |       | Pin à une feuille          | Pinus monophylla                               |
| New Hampshire          |       | Bouleau à papier           | Betula papyrifera                              |
| New Jersey             |       | Chêne rouge                | Quercus rubra                                  |
| Nouveau-Mexique        |       | Pin pignon du Colorado     | Pinus edulis                                   |
| New York               |       | Érable à sucre             | Acer saccharum                                 |
| Caroline du Nord       |       | Pin des marais             | Pinus palustris                                |
| Dakota du Nord         |       | Orme d'Amérique            | Ulmus americana                                |
| Îles Mariannes du Nord |       | Flamboyant                 | Delonix regia                                  |
| Ohio                   |       | Marronnier de l'Ohio       | Aesculus glabra                                |
| Oklahoma               |       | Gainier du Canada          | Cercis canadensis                              |
| Oregon                 |       | Sapin de Douglas           | Pseudotsuga menziesii                          |
| Pennsylvanie           |       | Pruche du Canada           | Tsuga canadensis                               |
| Porto Rico             |       | Kapokier                   | Ceiba pentandra                                |
| Rhode Island           |       | Érable rouge               | Acer rubrum                                    |
| Caroline du Sud        |       | Palmetto                   | Sabal palmetto                                 |
| Dakota du Sud          |       | Épinette blanche           | Picea glauca var. densata                      |
| Tennessee              |       | Tulipier de Virginie       | Liriodendron tulipifera                        |
| Texas                  |       | Pacanier                   | Carya illinoinensis                            |
| Utah                   |       | Épinette bleue du Colorado | Picea pungens                                  |
| Vermont                |       | Érable à sucre             | Acer saccharum                                 |
| Virginie               |       | Cornouiller à fleurs       | Cornus florida                                 |
| Washington             |       | Pruche de l'Ouest          | Tsuga heterophylla                             |
| Virginie-Occidentale   |       | Érable à sucre             | Acer saccharum                                 |
| Wisconsin              |       | Érable à sucre             | Acer saccharum                                 |
| Wyoming                |       | Peuplier de Virginie       | Populus deltoides subsp. monilifera            |